# Wzór Blacka-Scholesa
Zasugerowano, aby zintegrować ten artykuł z artykułem Model Blacka-Scholesa (dyskusja). Nie opisano powodu propozycji integracji.
Wzór Blacka-Scholesa to podstawowy wzór wyceny optymalnej ceny opcji na kupno akcji lub towarów na giełdzie.

## Wzór Blacka-Scholesa dlaeuropejskiejopcji kupna
Niech:
{\displaystyle C} – cena opcji kupna,
{\displaystyle S} – aktualna cena instrumentu bazowego,
{\displaystyle X} – cena rozliczenia opcji,
{\displaystyle T} – termin wygaśnięcia opcji (liczony w latach),
{\displaystyle r} – wysokość stopy procentowej wolnej od ryzyka dla terminu wygaśnięcia opcji (stawka wyrażona w skali roku),
{\displaystyle \Phi (\dots )} – dystrybuanta standardowego rozkładu normalnego,
{\displaystyle \sigma } – współczynnik zmienności ceny instrumentu bazowego (ang. volatility).
{\displaystyle C=S\Phi \left({\frac {\ln {\frac {S}{X}}+\left(r+{\frac {\sigma ^{2}}{2}}\right)T}{\sigma {\sqrt {T}}}}\right)-Xe^{-rT}\Phi \left({\frac {\ln {\frac {S}{X}}+\left(r-{\frac {\sigma ^{2}}{2}}\right)T}{\sigma {\sqrt {T}}}}\right).}

## Wzór Blacka-Scholesa dlaeuropejskiejopcji sprzedaży
{\displaystyle P} – cena opcji sprzedaży
{\displaystyle P=Xe^{-rT}\Phi \left({\frac {-\ln {\frac {S}{X}}-\left(r-{\frac {\sigma ^{2}}{2}}\right)T}{\sigma {\sqrt {T}}}}\right)-S\Phi \left({\frac {-\ln {\frac {S}{X}}-\left(r+{\frac {\sigma ^{2}}{2}}\right)T}{\sigma {\sqrt {T}}}}\right).}

## Uzasadnienie wzoru
Uzasadnienie na przykładzie europejskiej opcji kupna – analogicznie dla innych rodzajów opcji.
W chwili, w której możemy wykorzystać opcję, objęty nią walor będzie miał pewną ceną rynkową. Jeśli cena zawarta w opcji jest korzystniejsza od rynkowej, zrealizujemy opcję i nasz zysk z tej operacji będzie równy różnicy między ceną oferowaną a ceną rynkową. Jeśli cena oferowana jest mniej korzystna, opcji oczywiście nie zrealizujemy.
Cena rynkowa w chwili realizacji {\displaystyle S_{T}} jest pewną zmienną losową. Wartość oczekiwana zysku z realizacji opcji wynosi więc:
{\displaystyle E\left(S_{T}-X\right)^{+}=\int \limits _{X}^{+\infty }(S_{T}-X)P(S_{T})dS_{T}.}
Ponieważ pieniądze te dostać możemy dopiero po upływie ustalonego czasu, musimy przyjąć odpowiednią poprawkę. Ponieważ 1 jednostka monetarna zainwestowana w inwestycje pozbawione ryzyka po upływie czasu {\displaystyle T} jest warta {\displaystyle e^{rT},} wartość opcji jest {\displaystyle e^{rT}} razy mniejsza od spodziewanego zysku:
{\displaystyle C=e^{-rT}\int \limits _{X}^{+\infty }(S_{T}-X)P(S_{T})dS_{T}=e^{-rT}\left(\int \limits _{X}^{+\infty }S_{T}P(S_{T})dS_{T}-\int \limits _{X}^{+\infty }XP(S_{T})dS_{T}\right),}
gdzie {\displaystyle S_{T}} – cena akcji w chwili {\displaystyle T} – jest zmienną losową.
Logarytm relatywnej zmiany ceny w jednostce czasu
{\displaystyle Y_{k}=\ln {\frac {S_{k+1}}{S_{k}}}}
jest zmienną losową o rozkładzie, z dobrym przybliżeniem, normalnym, o odchyleniu standardowym równym {\displaystyle \sigma } i średniej równej średniej stopie zwrotu z inwestycji na rynku – {\displaystyle N(r,\sigma ^{2}).}
Tak więc
{\displaystyle S_{T}=S_{0}\times e^{\ln {\frac {S_{1}}{S_{0}}}}\times e^{\ln {\frac {S_{2}}{S_{1}}}}\times \ldots \times e^{\ln {\frac {S_{T}}{S_{T-1}}}}=S_{0}e^{Y_{0}+\ldots +Y_{T-1}}=S_{0}e^{Y},}
gdzie {\displaystyle Y} jest sumą {\displaystyle T} niezależnych zmiennych losowych o identycznym rozkładzie w przybliżeniu normalnym, tak więc ma rozkład {\displaystyle N(Tr,T\sigma ^{2})}
{\displaystyle {\begin{aligned}C&=e^{-rT}\left(\int \limits _{S_{T}>X}S_{T}P(S_{T})dS_{T}-X\int \limits _{S_{T}>X}P(S_{T})dS_{T}\right)\\&=e^{-rT}\left(\int \limits _{S_{0}e^{Y}>X}S_{0}e^{Y}P(Y)dY-X\int \limits _{S_{0}e^{Y}>X}P(Y)dY\right)\\&=e^{-rT}\left(\int \limits _{Y>\ln {\frac {X}{S_{0}}}}S_{0}e^{Y}P(Y)dY-X\int \limits _{Y>\ln {\frac {X}{S_{0}}}}P(Y)dY\right)\\&=e^{-rT}\left(S_{0}\int \limits _{\ln {\frac {X}{S_{0}}}}^{+\infty }e^{Y}P(Y)dY-X\int \limits _{\ln {\frac {X}{S_{0}}}}^{+\infty }P(Y)dY\right).\end{aligned}}}
Druga całka jest łatwa do policzenia – to dystrybuanta rozkładu normalnego o średniej {\displaystyle rT} i wariancji {\displaystyle \sigma ^{2}T.} Musimy jednak przekształcić pierwszą do wygodniejszej postaci.
{\displaystyle Y} możemy standaryzować, odejmując średnią {\displaystyle rT} i dzieląc przez odchylenie standardowe {\displaystyle \sigma {\sqrt {T}},} w wyniku czego otrzymujemy zmienną o standardowym rozkładzie normalnym.
{\displaystyle {\begin{aligned}C&=S_{0}e^{-rT}\int \limits _{\ln {\frac {X}{S_{0}}}}^{+\infty }e^{Y}P_{N(rT,\sigma ^{2}T)}(Y)dY-Xe^{-rT}\int \limits _{\ln {\frac {X}{S_{0}}}}^{+\infty }P_{N(rT,\sigma ^{2}T)}(Y)dY\\&=S_{0}e^{-rT}\int \limits _{\ln {\frac {X}{S_{0}}}}^{+\infty }e^{Y}P_{N(0,1)}\left({\frac {Y-rT}{\sigma {\sqrt {T}}}}\right)dY-Xe^{-rT}\int \limits _{\ln {\frac {X}{S_{0}}}}^{+\infty }P_{N(0,1)}\left({\frac {Y-rT}{\sigma {\sqrt {T}}}}\right)dY.\end{aligned}}}
Przekształcając wyrażenie pod pierwszą całką:
{\displaystyle e^{Y}P_{N(0,1)}\left({\frac {Y-rT}{\sigma {\sqrt {T}}}}\right)=e^{Y}{\frac {1}{\sqrt {2\pi }}}e^{{\frac {1}{2}}{\frac {(Y-rT)^{2}}{\sigma ^{2}T}}}={\frac {1}{\sqrt {2\pi }}}e^{{\frac {1}{2}}{\frac {(Y-rT)^{2}+2\sigma ^{2}TY}{\sigma ^{2}T}}}.}